# Kleinarler Bach
Der Kleinarler Bach, Kleinarlerache oder Wagrainer Ache ist ein Nebenfluss der Salzach in Österreich.

## Verlauf
Der Bach fließt von Süd nach Nord durch das Kleinarltal, mit Tappenkarsee und  Jägersee im Oberlauf, und weiter zum Ort Wagrain, ab dem er auch  Wagrainer Ache genannt wird (offizieller Name jedoch bis zur Mündung Kleinarler Ache). Er wendet sich nun westwärts. Nach einer Länge von etwa 31 km fließt er bei St. Johann im Pongau von rechts in die Salzach. Damit ist er nach der Lammer der zweitlängste Fluss, der ausschließlich im Bundesland Salzburg verläuft.

## Nebenbäche
Die Kleinarlerache hat ein Einzugsgebiet von 143,5 Quadratkilometern. Die größten Zuflüsse sind:
| Name           | Mündungsseite | Mündungsort  | Einzugsgebiet in km² |
| -------------- | ------------- | ------------ | -------------------- |
| Kleinarlbach   | Oberlauf      | Tappenkarsee | 04,9                 |
| Dürrnkarbach   | links         | Schwabalm    | 03,6                 |
| Hofkarbach     | rechts        |              | 03,0                 |
| Jägerbach      | rechts        | Maut         | 05,1                 |
| Mauereggbach   | links         | Maut         | 05,1                 |
| Unterrainbach  | links         | Unterrain    | 03,2                 |
| Kreuzsalbach   | rechts        | Kleinarl     | 06,2                 |
| Kesselbach     | links         | Paus         | 03,9                 |
| Lehenbach      | links         |              | 04,0                 |
| Fürbach        | rechts        | Fürbach      | 04,9                 |
| Schwaighofbach | rechts        | Wagrain      | 16,2                 |
| Ginaubach      | rechts        | Pelehenhäusl | 09,9                 |
| Grafenbergbach | links         |              | 07,1                 |